# 15-ös busz (Sopron)
A soproni 15-ös jelzésű autóbusz Csőszház dűlő és Balf, palackozóüzem végállomások között közlekedik.

## Története
A járat 2024. december 16-án indult a korábbi 7E és 27E buszok utódjaként. Betétjárata, a 15A jelzésű busz az Aranyhegyi lakópark helyett az Anger-rét érintésével közlekedik, és az Balf irányába nem áll meg a Széchenyi téren. Az új járatpár az elődjeihez képest jelentősen hosszabb útvonalon közlekedik, ezzel jobb szolgáltatást biztosít az iskolás utasforgalom számára.
 Egyes indulások esetén az autóbuszok nem a teljes útvonalukon közlekednek, további végállomások a Lackner Kristóf utca, autóbusz-állomás, Széchenyi tér és Boldogasszonyi utca.

## Útvonal
| Csőszház dűlő → Széchenyi tér → Aranyhegy → Balf, palackozóüzem |
| --- |
| Csőszház dűlő végállomás – Hubertusz utca – Virágvölgyi út – Bécsi út – Patak utca – Fűzfa sor – Ferenczy János utca – Lackner Kristóf utca – Ógabona tér – Petőfi tér – Széchenyi tér – Móricz Zsigmond utca – Magyar utca – Kőfaragó tér – Fapiac utca – Híd utca – Rákosi út – Tómalom utca – Boldogasszonyi utca – Tómalom utca – Ív utca – Tárczy-Hormoch Antal utca – Faller Jenő utca – Verő József utca – Kőrösi Csoma Sándor utca – Balfi út – Fürdő sor – Bozi utca – Fő utca – Balf, palackozóüzem végállomás |

| Balf, palackozóüzem → Aranyhegy → Széchenyi tér → Csőszház dűlő |
| --- |
| Balf, palackozóüzem végállomás – Fő utca – Bozi utca – Fürdő sor – Balfi út – Kőrösi Csoma Sándor utca – Rákosi út – Tómalom utca – Boldogasszonyi utca – Tómalom utca – Ív utca – Tárczy-Hormoch Antal utca – Faller Jenő utca – Verő József utca – Kőrösi Csoma Sándor utca – Rákosi út – Híd utca – Fapiac utca – Kőfaragó tér – Magyar utca – Ötvös utca – Várkerület – Széchenyi tér – Petőfi tér – Ógabona tér – Lackner Kristóf utca – Patak utca – Bécsi út – Virágvölgyi út – Hubertusz utca – Csőszház dűlő végállomás |

## Megállóhelyek
| Távolság (km) | Idő (perc) | Megállóhely neve                       | Idő (perc) | Távolság (km) | Átszállási lehetőségek | Fontosabb nevezetességek, helyek, áruházak és intézmények a közelben |
| ------------- | ---------- | -------------------------------------- | ---------- | ------------- | --- | --- |
| 0             | 0          | Csőszház dűlő                          | 38         | 14,7          | 7B, 15A, 27B | |
| 1,0           | 2          | Virágvölgy, Tercia Hubertus étterem    | 37         | 13,7          | 7B, 15A, 27B | Soproni bobpálya Bécsi-domb Interaktív tanösvény |
| 1,6           | 3          | Bécsi út                               | 35         | 13,1          | 5Y, 7, 7B, 7T, 15A, 17, 27, 27B, 27T | |
| 2,3           | 5          | Lackner Kristóf utca, autóbusz-állomás | 34         | 12,8          | 1, 2, 3, 3Y, 4, 5, 5A, 5B, 5T, 5Y, 7, 7A, 7B, 7T, 8, 10, 10B, 10Y, 11Y, 12, 12B, 13, 13B, 14, 14B, 15A, 17, 21, 27, 27A, 27B, 27T, 32, 33 Helyközi és távolsági autóbuszjáratok | Soproni autóbusz-állomás Soproni Rendőrkapitányság Káposztás utcai Stadion INTERSPAR áruház Vásárcsarnok                                                                                        |
| 2,6           | 7          | Ógabona tér, Újteleki utca             | 32         | 12,4          | 1, 2, 3Y, 4, 5, 5A, 5B, 5T, 7, 7A, 7B, 7T, 10, 10B, 10Y, 11Y, 12, 12B, 13, 14, 14B, 15A, 32, 33                                                                                 | Tűztorony Városháza Szentháromság-szobor Szent György-templom |
| 3,3           | 9          | Széchenyi tér                          | 30         | 11,9          | 1, 2, 3Y, 4, 5, 5A, 5B, 5T, 7, 7A, 7B, 7T, 10, 10B, 10Y, 11, 11A, 11B, 11Y, 12, 12B, 13B, 14, 14B, 15A, 22, 27, 27A, 27B, 27T, 27Y, 32, 33                                      | Liszt Ferenc Konferencia- és Kulturális Központ Soproni Petőfi Színház Posta Soproni Szent Júdás Tádé-templom SOE Lámfalussy Sándor Közgazdaságtudományi Kar Európa leghosszabb tere – Deák tér |
| –             | –          | Várkerület, Ötvös utca                 | 29         | 11,7          | 1, 2, 3Y, 4, 5, 5A, 5B, 5T, 7, 7A, 7B, 7T, 10, 10B, 10Y, 11, 11A, 11B, 11Y, 12, 12B, 13B, 14, 14B, 15A, 22, 27, 27A, 27B, 27T, 27Y, 32, 33                                      | Liszt Ferenc Konferencia- és Kulturális Központ Soproni Petőfi Színház Posta Soproni Szent Júdás Tádé-templom SOE Lámfalussy Sándor Közgazdaságtudományi Kar Európa leghosszabb tere – Deák tér |
| 3,8           | 11         | Móricz Zsigmond utca                   | –          | –             | 13, 14, 14B, 15A, 33 | |
| 4,2           | 12         | Fapiac                                 | 27         | 11,0          | 5B, 5Y, 7, 7A, 7B, 7T, 11A, 11Y, 13, 13B, 14, 14B, 15A, 27, 27A, 27B, 27T, 27Y, 33                                                                                              | Szent István park Soproni Szent István Plébánia |
| 4,7           | 13         | Híd utca, Balfi út                     | 26         | 10,6          | 5B, 5Y, 7, 7A, 7B, 7T, 13, 13B, 14, 14B, 15A, 27, 27A, 27B, 27T, 27Y, 33 | Soproni Szent Kereszt kápolna |
| –             | –          | Híd utca, Rákosi út                    | 25         | 10,1          | 5Y, 7, 7A, 7B, 7T, 13, 13B, 27, 27A, 27B, 27T, 27Y, 33 | Szent Mihály temető Szent Mihály-templom |
| 5,1           | 14         | Rákosi út, Híd utca                    | –          | –             | 5Y, 7, 7A, 7B, 7T, 13, 13B, 27, 27A, 27B, 27T, 27Y, 33 | Szent Mihály temető Szent Mihály-templom |
| –             | –          | Aranyhegyi Ipari Park                  | 24         | 9,6           | 7, 7A, 7B, 7T, 17, 27, 27B, 27T, 27Y | |
| –             | –          | Faller Jenő utca                       | 23         | 9,2           | 7, 7A, 7B, 7T, 17, 27, 27B, 27T, 27Y | |
| 5,5           | 15         | Rákosi út, Ív utca                     | 21         | 8,8           | 7, 7A, 7B, 7T, 17, 27, 27A, 27B, 27T, 27Y | |
| 5,9           | 17         | Boldogasszonyi utca                    | 19         | 8,4           | 7, 7A, 7B, 7T, 17, 27, 27A, 27B, 27T, 27Y | |
| 6,3           | 18         | Rákosi út, Ív utca                     | 17         | 8,0           | 7, 7A, 7B, 7T, 17, 27, 27A, 27B, 27T, 27Y | |
| 6,7           | 20         | Faller Jenő utca                       | –          | –             | 7, 7A, 7B, 7T, 17, 27, 27B, 27T, 27Y | |
| –             | –          | Aranyhegyi Ipari Park                  | 15         | 7,6           | 7, 7A, 7B, 7T, 17, 27, 27B, 27T, 27Y | |
| 8,2           | 24         | Balfi út, autószalon                   | 10         | 6,4           | 5B, 14, 14B, 15A | |
| 8,8           | 25         | Töpler Kálmán utca                     | 9          | 6,0           | 5B, 14, 14B, 15A | |
| 9,8           | 27         | Pihenőkereszt                          | 7          | 5,0           | 14, 14B, 15A | |
| 10,7          | 28         | Balfi erdősarok                        | 6          | 4,2           | 14, 14B, 15A | |
| 13,3          | 31         | Balf, szanatórium                      | 3          | 1,5           | 14, 14B, 15A | Gyógyfürdőkórház Balf Balf fürdő |
| 13,7          | 32         | Balf, központ                          | 2          | 1,1           | 14, 14B, 15A | Gyógyfürdőkórház Balf Balf fürdő |
| 14,8          | 34         | Balf, palackozóüzem                    | 0          | 0             | 14B | Balfi Ásványvíz Üzem |